# Tele Atlas
Tele Atlas war ein niederländisches Unternehmen mit Sitz in ’s-Hertogenbosch, das digitale Karten für Geoinformationssysteme (GIS), Standortbezogene Dienste Location Based Services (LBS) und für Navigationssysteme herstellt. Im Jahr 2011 wurde Tele Atlas mit dem Unternehmen TomTom verschmolzen.

## Unternehmensprofil
Tele Atlas unterhielt weltweit Niederlassungen und Tochterunternehmen. Die deutsche Niederlassung und gleichzeitig der Sitz der Tele Atlas Deutschland GmbH liegt im niedersächsischen Harsum.
Das Unternehmen wurde seit dem Jahr 2000 an der Frankfurter Wertpapierbörse mit Listung im TecDAX (TA6) und an der Euronext (TA) in Amsterdam gehandelt.
Zu den Kunden gehören unter anderem:
- Blaupunkt
- BMW
- Daimler AG
- Ericsson
- NaviFlash
- Google
- MapQuest
- Microsoft
- TomTom
- MapChart
- Dynavin
- SBB CFF FFS

Der größte Konkurrent von Tele Atlas ist das amerikanische Unternehmen Navteq, das von Nokia aufgekauft wurde, sowie das freie Projekt OpenStreetMap.

## Geschichte
Nachdem TomTom am 23. Juli 2007 bekanntgegeben hatte, Tele Atlas für knapp zwei Milliarden Euro übernehmen zu wollen, kündigte Garmin am 31. Oktober 2007 ein Angebot in Höhe von circa 2,3 Milliarden Euro an. Letztlich gab TomTom das höchste Gebot ab und konnte am 16. November 2007 die Übernahme von Tele Atlas für 2,9 Milliarden Euro bekanntgeben. Am 14. Mai 2008 wurde die Übernahme von der EU-Kommission genehmigt.